# BMW F850 GS
La BMW F850 GS è una motocicletta prodotta dalla casa motociclistica tedesca BMW Motorrad dal 2018 fino al 2024, rientrando nel segmento delle enduro stradali.

## Il contesto
Presentata ad EICMA nel novembre 2017, la moto è spinta da un motore di 853 cm³ che eroga 95 CV e si va ad inserire sotto la BMW R1250 GS, anche se vi si distingue per una concezione totalmente diversa sia del motore (bicilindrico in linea in questo caso, motore boxer nella R1250) che della trasmissione (a catena, mentre è cardanica nella R1250).
La sua destinazione è quella di un uso più versatile, trattandosi di moto adatta anche al fuoristrada grazie alla sua ruota anteriore a raggi da 21". Il motore, anziché essere prodotto dall'azienda austriaca Rotax come per la precedente F800, viene reso in Cina dalla Loncin ed è simile a quello delle BMW F900 XR e F900 R, seppur con cilindrata e potenza inferiore.
Il motore bicilindrico a quattro tempi raffreddato ad acqua con quattro valvole per cilindro, ha due alberi a camme in testa e la lubrificazione a carter secco. L'alesaggio è di 84 mm e la corsa di 77 mm, con un regime massima di rotazione pari a 9000 giri. Dotato di un convertitore catalitico a 3 vie, il motore rientra nella normativa sulle emissioni Euro 4.
La precedente F 800 GS aveva un bicilindrico in linea da 798 cm³ con imbiellaggio di 360°. Sulla F 850 GS invece il perno di biella rispetto all'albero a gomito è sfalsato di 90 gradi, con un intervallo di accensione di 270 e 450 gradi. Questo motore ha due contralberi di equilibratura. A causa di questo ordine di accensione, il motore ha un comportamento simile a quello di un motore V2.
La moto disponibile anche con una potenza ridotta a 35 kW (48 CV) per i possessori di patente A2.
Invece di un telaio tubolare a traliccio come nel modello precedente, la F 850 GS ha un telaio sempre in acciaio monoscocca con lamierati saldati e motore che svolge funge da elemento portante, che offre una maggiore rigidità torsionale. Il serbatoio da 15L non è più installato sotto la sella, ma sopra il motore; garantendo un'autonomia di più di 300km.
Nel 2018 sempre ad EICMA debutta una versione più fuoristradista, chiamata Adventure.
La moto è stata successivamente rimpiazzata con la F 900 GS nel 2024, stravolgendo di fatto il progetto base della F 850 GS